# 조택상
조택상 (趙澤相, 1959년 2월 11일 ~ )은 대한민국 정치인, 기업인이다. 
제5회 지방선거에서 민주노동당 범야권 단일후보로 인천광역시 동구청장에 출마해 당선되었고, 이듬해 7월 1일 민선5기 인천광역시 동구청장에 취임하였다. 이후 2012년 10월 통합진보당을 탈당하여 진보정의당(현, 정의당)에 입당하였다. 2014년 제6회 지방선거에 인천광역시 동구청장 후보로 다시 출마하였으나, 간발의 차이로 낙선하였다. 이후 2016년 20대 총선에 인천광역시 중구·동구·강화군·옹진군 후보로 출마하였으나 낙선하였다. 2016년 5월 30일 더불어민주당에 입당하였으며, 2016년 7월 13일 인천 중구·동구·강화군·옹진군 지역위원장에 임명되었다.
2021년, 인천광역시 균형발전정무부시장에 임명되었다.

## 학력
- 인천 선인고등학교 졸업
- 한국방송통신대학교 일본학 학사
- 중앙대학교 행정대학원 지방행정학과 재학

## 경력
- 동구지역복지센터 우리동네 공동대표
- 민주노동당 인천광역시당 동구위원회 위원장
- 동구지역아동센터 푸른나무교실 후원회장
- 충청남도 태안군민회 이사
- 전국철강노동조합협의회 상임대표
- 현대제철 인천공장 노동조합  위원장
- 인천광역시 동구 체육회 회장
- 인천광역시 동구 통합방위협의회 회장
- 28대(민선5기) 인천광역시 동구청장
- 세원스틸㈜ 대표이사
- ㈜신성이엔지 사외이사[3]
- 더불어민주당 인천광역시당 중구·동구·강화군·옹진군 지역위원회 위원장
- 더불어민주당 인천광역시당 중구·강화군·옹진군 지역위원회 위원장
- 더불어민주당 정책위원회 부의장
- 더불어민주당 ASF(돼지열병)특별대책위원
- 인구보건복지협의회 인천지회장
- 인천광역시 균형발전정무부시장

## 논란

### 회사 운영 시 안전조치 불량
2014년 7월30일 조택상은 자본금 500만원을 들여 철강제품을 상·하차하는 업체인 세원스틸㈜를 설립하였고, 대표이사에 취임하였다. 그러나 세원스틸과 조택상은 1톤이 넘는 철재 구조물을 옮기는 과정에 적재물이 떨어지지 않게 고정하는 장치가 없는 등 기본적인 안전조치를 하지 않았고(산업안전보건법위반), 이에 2017년 3월 16일 오후 8시 28분쯤 현대제철 인천공장에서 근무하던 세원스틸의 근로자(당시 45세)가 사망하였다.
2017년 8월 10일 조택상은 산업안전보건법위반으로 벌금 500만원을 선고받았으며, 세원스틸㈜ 역시 같은 죄로 벌금 500만원을 선고받았다.

## 수상
- 2006년 철강산업발전공로 대통령 표창

## 역대 선거 결과
|  | 41.52% |

|  | 39.81% |

|  | 22.62% |

|  | 47.64% |

|  | 43.89% |

## 소속 정당
| 소속 정당 | 소속 정당    | 소속 기간 | 비고      |
| --------- | ------------ | --------- | --------- |
|           | 민주노동당   | 2010~2011 | 정계 입문 |
|           | 통합진보당   | 2011~2012 | 합당      |
|           | 무소속       | 2012      | 탈당      |
|           | 진보정의당   | 2012~2013 | 창당      |
|           | 정의당       | 2013~2016 | 당명 변경 |
|           | 무소속       | 2016      | 탈당      |
|           | 더불어민주당 | 2016~2021 | 입당      |
|           | 무소속       | 2021~2022 | 탈당      |
|           | 더불어민주당 | 2022~현재 | 복당      |

## 같이 보기
- 인천 동구청장
- 인천광역시 부시장